# ساشا جونز
 ساشا جونز (انگلیسی: Sacha Jones؛ زادهٔ ۸ نوامبر ۱۹۹۰) یک تنیس‌باز اهل استرالیا است.